# Кевін Девіс
Кевін Девіс (англ. Kevin Davies, нар. 26 березня 1977, Шеффілд) — англійський футболіст, нападник клубу «Престон Норт-Енд».
Виступав, зокрема, за клуб «Болтон Вондерерз», а також національну збірну Англії.

## Клубна кар'єра
У дорослому футболі дебютував 1993 року виступами за команду клубу «Честерфілд», в якій провів чотири сезони, взявши участь у 129 матчах чемпіонату. 
Згодом з 1997 по 2003 рік грав у складі команд клубів «Саутгемптон», «Блекберн Роверз», «Саутгемптон» та «Міллволл».
Своєю грою за останню команду привернув увагу представників тренерського штабу клубу «Болтон Вондерерз», до складу якого приєднався 2003 року. Відіграв за клуб з Болтона наступні десять сезонів своєї ігрової кар'єри. Більшість часу, проведеного у складі «Болтона», був основним гравцем атакувальної ланки команди.
До складу клубу «Престон Норт-Енд» приєднався 2013 року. Відтоді встиг відіграти за команду з Престона 53 матчі в національному чемпіонаті.

## Виступи за збірну
У 2010 році дебютував в офіційних матчах у складі національної збірної Англії. Відіграв у формі головної команди країни 1 матч, вийшовши на заміну у матчі відбіркового турніру до Чемпіонату Європи 2012 у матчі зі збірною Чорногорії. Дебютувавши у складі збірної в 33-річному віці, став другим після 38-річного Леслі Комптона найстаршим дебютантом збірної в історії англійського футболу.